# Stefan Marcinowski
Stefan Marcinowski (* 22. Februar 1953 in Stuttgart) ist ein deutscher Chemiker und Manager. Er war von 1997 bis Frühjahr 2012 Mitglied des Vorstands der BASF SE.

## Leben
Marcinowski studierte von 1971 bis 1976 Chemie an den Universitäten Stuttgart und Freiburg. 1978 promovierte er an der Universität Freiburg bei dem Biochemiker Hans Grisebach, bis 1979 blieb er anschließend Assistent am biochemischen Institut der Uni Freiburg. 1979 trat er in das Hauptlaboratorium der BASF Aktiengesellschaft ein, wo er im Bereich der Biotechnologie forschte. 1986 wurde er in den Stab des Vorstandsvorsitzenden berufen, 1988 wurde er Leiter der Zentralabteilung Öffentlichkeitsarbeit der BASF. 1992 wurde er Vizepräsident der BASF in Brasilien, 1995 kehrte er wieder nach Deutschland zurück, wo er Leiter des Unternehmensbereiches Schaumstoffe und Reaktionsharze wurde. 1997 schließlich wurde er zum Mitglied des Vorstands der damaligen BASF Aktiengesellschaft berufen (seit Januar 2008: BASF SE).
Bei der BASF war er unter anderem verantwortlich für die Bereiche Crop Protection, Coatings, BASF Plant Science und Specialty Chemicals Research. Weiterhin war er für den Regionalbereich Südamerika verantwortlich. Seit Mai 2012 ist Marcinowski im Ruhestand.
Marcinowski ist Mitglied der Deutschen Akademie der Technikwissenschaften (Acatech).

## Aufsichtsratsmandate
- 2006 bis 2009 Wintershall Holding, Kassel (Mitglied des Aufsichtsrates)
- 2008 bis 2012 BASF Coatings GmbH, Münster (Vorsitzender des Aufsichtsrates)
- Seit 2008 Deutsche Asset Management Investment GmbH (Mitglied des Aufsichtsrates)
- seit 2012 Schott AG, Mitglied des Aufsichtsrates

## Weitere Funktionen
- 2002 bis 2017: Mitglied des Verwaltungsrates und Senator der Max-Planck-Gesellschaft
- 2008 bis 2017: Vizepräsident der Max-Planck-Gesellschaft
- 2008 bis 2012: Vorsitzender des Vorstands der Deutschen Industrievereinigung Biotechnologie (DIB), Frankfurt